# Procambarus (Leconticambarus)
Procambarus (Leconticambarus) – podrodzaj raków z rodzaju Procambarus w obrębie rodziny Cambaridae.

## Klasyfikacja
Gatunki zaliczane do tego rodzaju:
- Procambarus alleni - rak florydzki
- Procambarus apalachicolae Hobbs, 1942
- Procambarus barbatus (Faxon, 1890)
- Procambarus capillatus Hobbs, 1971
- Procambarus econfinae Hobbs, 1942
- Procambarus escambiensis Hobbs, 1942
- Procambarus hubbelli (Hobbs, 1940)
- Procambarus kilbyi (Hobbs, 1940)
- Procambarus latipleurum Hobbs, 1942
- Procambarus milleri Hobbs, 1971
- Procambarus pubischelae Hobbs, 1942
- Procambarus rathbunae (Hobbs, 1940)
- Procambarus shermani Hobbs, 1942